# Hugo Sattig
Hugo Leopold Wilhelm Sattig (* 12. Februar 1807 in Glogau; † 16. Juni 1884 in Görlitz) war zwischen 1858 und 1866 Oberbürgermeister der Stadt Görlitz.

## Familie
Sattig war Sohn des Königl. Preuß. Justizrates und Justizkommissars Carl Leopold Gottfried Sattig (1774–1844) und seiner Ehefrau Caroline Wilhelmine Auguste Cramer (1778–1871), der Pflegetochter des Königl. Preuß. Hof- und Justiz-Commissions-Rat in Glogau Hofrat Simon Heinrich Sack. Im Jahr 1832 heiratete er Charlotte Ernestine Wilhelmine von Eckartsberg (1809–1893). Aus der Ehe sind 11 Kinder hervorgegangen, u. a. der Bankier in Hirschberg und Präsident der Handelskammer Carl Wilhelm Sattig (1850–1932).

## Leben
Sattig ging in Glogau auf das Gymnasium und studierte Rechtswissenschaften in Berlin und Göttingen.
Anschließend trat er eine Stelle als Referendar am Glogauer Land- und Stadtgericht an. Im Jahr 1830 wechselte er an das Inquisitoriat in Görlitz und wurde ein Jahr später hier als Landsyndikus angestellt. 1847 wurde er Landtagsmitglied und zum Referent für Finanzfragen in der Verfassungskommission berufen. Nachdem sein Vorgänger im Amt des Oberbürgermeisters Gottlob Jochmann 1856 verstorben war, wurde er am 3. Januar 1857 zum ersten Bürgermeister bestellt und im September des gleichen Jahres zum Oberbürgermeister ernannt.
Während seiner Amtszeit wurde 1858 die Mädchenbürgerschule gegründet und man begann mit dem Bau der Jägerkaserne. Das einstige Zentralhospital auf der Krölstraße wurde der Gesundheitspflege gewidmet. Im Jahr 1865 nahm das Kreisgericht im neuen Gerichtsgebäude am Postplatz seine Arbeit auf. Weiterhin fiel in seine Amtszeit der Ausbau der Görlitzer Bahnhofes und die Anbindung an weitere Eisenbahnstrecken nach Lauban und nach Berlin, an deren Entstehen Sattig großen Anteil hatte. 1866 übernahm Sattig die Leitung der neu gegründeten Communalständischen Bank der preußischen Oberlausitz und legte infolgedessen sein Amt als Oberbürgermeister nieder.
1884 starb Sattig und ist auf dem städtischen Alten Friedhof begraben. Heute würdigt ein Straßenname südlich des Bahnhofes sein Schaffen.

## Autobiografien
- Hugo Sattig: Erinnerungen aus meinem Leben: aufgezeichnet für meine Kinder, Kindeskinder und Freunde. Friese, Magdeburg 1884, OCLC 253292298 (slub-dresden.de – Universitätsbibliothek Leipzig).
- Hugo Sattig: Von der Familie: Nachtrag zu meinen Lebenserinnerungen; nur für den engsten Familienkreis bestimmt. Friese, Magdeburg 1884, OCLC 253291813 (Universitätsbibliothek Leipzig).